# 錫佩錫佩
錫佩錫佩是玻利維亞的城鎮，位於該國中部，由科恰班巴省負責管轄，距離首府科恰班巴25公里，海拔高度2,589米，每年平均降雨量約450毫米，2010年人口4,944。

## 外部連結
- （西班牙文） Instituto Nacional de Estadistica de Bolivia  (INE)